# Enantioamphicoryna
Ellipsomarginulina es un género de foraminífero bentónico de estatus incierto, aunque considerado un sinónimo posterior de Marginulina de la subfamilia Marginulininae, de la familia Vaginulinidae, de la superfamilia Nodosarioidea, del suborden Lagenina y del orden Lagenida. Su especie tipo era Enantioamphicoryna obesa. Su rango cronoestratigráfico abarcaba el Cretácico superior.

## Discusión
Algunas clasificaciones incluirían Ellipsomarginulina en la Familia Marginulinidae.

## Clasificación
Ellipsomarginulina incluía a la siguiente especie:
- Enantioamphicoryna obesa †